# Granulita
Les granulites (del llatí 'granulum', petit gra) són roques metamòrfiques que han sofert durant el seu metamorfisme unes elevades temperatures. A causa d'això, presenten una textura granoblàstica, és a dir, que els minerals cristal·litzats que contenen són tots d'una mida apreciable i homogènia. Aquest tipus de roques metamòrfiques es solen trobar a les dorsals oceàniques.

## Naturalesa
Com que es tracta d'una roca metamòrfica, la seva composició mineralògica varia depenent de les condicions de temperatura i pressió sofertes durant el metamorfisme. Un tipus comú de granulita d'elevat metamorfisme conté piroxè, plagioclasa, feldespat i altres components, com òxid i, possiblement, amfíbols. Tant els clinopiroxens com els ortopiroxens conformen la roca; de fet, la fàcies granulítica es defineix per la coexistència d'aquests dos tipus de minerals.
Estructuralment i químicament, les granulites són semblants als gneis, encara que aquests últims tenen una mida de gra menor i solen tenir una foliació més basta. Tots dos tipus són sovint granatífers.
Els seus cristalls, individualitzats i ben definits, poden tenir vores irregulars; el més comú és que hi hagi cristalls de mida més gran enfilats en una matriu d'altres de menors. Aquest fenomen és especialment comú quan els minerals predominants són el feldespat i el quars. La mica --ja sigui la negra, biotita, o la blanca, moscovita-- forma cristalls d'estructura més irregular; la seva abundància és variable, encara que sempre és present.
En el rift de les dorsals oceàniques, la biotita pot desintegrar-se (a causa de les altes temperatures) fins a ortopiroxè, feldespat potàssic i aigua, i es produeix una granulita. Altres minerals que podrien donar lloc a aquesta roca inclouen l'espinel·la, la sil·limanita i l'osumilita.

## Granulites peculiars
A causa de la presència dels minerals abans citats, el més comú és que les granulites tinguin un caràcter àcid (fonamentalment, pels minerals leucocràtics, com el quars). No obstant això, hi ha granulites alcalines, descrites a Saxònia, a l'Índia i a Escòcia. En aquest cas, la seva composició consta de piroxens, plagioclasses, mica i feldespats, però els processos geològics que determinen aquesta peculiar característica encara no són clars.
Les granulites de Saxònia són, fonamentalment, ígnies, amb una composició semblant a la dels granits i pòrfirs. No obstant això, moltes granulites procedeixen de roques sedimentàries, com els gresos, la qual cosa les dota de gran diversitat. Una bona part de les Terres Altes Escoceses estan formades per paragranulites d'aquest tipus; són denominades gneis de Moine.